# Expedición italiana y suiza
La expedición italiana y suiza de 1799 fue una campaña militar emprendida por un ejército combinado austro-ruso bajo el mando general del mariscal ruso Alexander Suvorov contra las fuerzas francesas en Piamonte y Lombardía (actual Italia) y la República Helvética (actual Suiza). La expedición formó parte de las campañas italianas de las guerras revolucionarias francesas en general, y de la Guerra de la Segunda Coalición en particular. Fue una de las «dos intervenciones rusas sin precedentes en 1799», la otra fue la invasión anglo-rusa de Holanda (agosto-noviembre de 1799).

## Preparativos
La expedición fue planeada principalmente por políticos y diplomáticos británicos y rusos. Rusia proporcionaría tropas que Gran Bretaña subsidiaría, y juntos trataron de alentar a Austria a hacer la mayor parte de los combates (ya que tenía aproximadamente tres cuartas partes de las fuerzas terrestres de la segunda coalición), pagar por sus propias tropas y abastecer a todo el ejército aliado, mientras mantenía el control estratégico anglo-ruso sobre la campaña, incluido el esfuerzo de guerra de Austria. Rusia y especialmente Gran Bretaña desconfiaban de Austria porque sospechaban de la codicia territorial de los Habsburgo; esperaban convencer a Austria para que entrara en guerra con Francia por autodefensa y ayudar a restaurar el orden prerrevolucionario en Europa sin la expansión territorial austriaca. Además, Londres todavía estaba en una amarga disputa con Viena sobre una convención de préstamos para pagar las deudas de Austria con Gran Bretaña, por lo que se negó a subsidiar a las tropas austriacas también, a pesar de que los Habsburgo apenas se habían recuperado de la Guerra de la Primera Coalición (1792-1797). Según Paul W. Schroeder (1987), Gran Bretaña y Rusia también «fomentaron y explotaron deliberadamente» la rivalidad entre Prusia y Austria para atraer a ambos a unirse a la Segunda Coalición; Berlín acabaría conservando su neutralidad.
Aunque en 1799 tenía casi setenta años, Suvorov era uno de los comandantes más competentes y experimentados de la época.[cita requerida] Había ganado no menos de sesenta y tres batallas en el curso de su larga carrera militar y había sido nombrado mariscal de campo durante el reinado de Catalina la Grande, aunque fue despedido por el zar Pablo, su hijo y sucesor, después de que el viejo soldado tuviera la audacia de criticar el nuevo Código de Infantería imperial.[cita requerida] Solo fue llamado después de que los austriacos solicitaron específicamente que fuera nombrado para comandar el ejército combinado austro-ruso para luchar contra los franceses en Italia.[cita requerida]

## Orden de batalla

Convergencia de los ejércitos francés y austriaco en Ostrach cerca del Danubio en marzo de 1799

### Fuerzas rusas
65 000 soldados rusos participaron en la expedición. La fuerza expedicionaria rusa consistía en tres cuerpos.
- El primer cuerpo fue el del general ruso Alexander Korsakov; originalmente se planeó que consistiera en 45 000 tropas que fueron subsidiadas por Gran Bretaña,[8] pero al final comprendió solo 24 000 soldados.[9] El cuerpo de Korsakov partió de Brest Litovsk, marchando a través de Opole, la Puerta Morava, Praga, cruzando el Danubio al oeste de Ratisbona y entrando en Suiza para enfrentarse a un ejército francés cerca de Zúrich.[7] Su objetivo final era invadir Francia a través de su frontera alpina débilmente defendida.[7]
- El segundo cuerpo fue de Brest Litovsk a través de Cracovia y Krems a Viena, donde Suvorov se unió a las tropas y asumió el mando general, y luego cruzó el Paso del Brennero a través de Brescia a Milán (a 1650 kilómetros de Moscú).[7]
- El tercer cuerpo comandado por Andrei Rosenberg comenzó en Kamianets-Podilski, marchó a través de Lviv a través de las Montes Cárpatos hasta Budapest, y pasó Verona en el camino a Turín.[7]

### Fuerzas austriacas
148 663 (178 253 cuando se incluyen guarniciones) en agosto de 1799.

### Fuerzas francesas
- Ejército del Danubio (2 de marzo - 11 de diciembre de 1799; fusionado con el Ejército del Rin el 24 de noviembre de 1799)

Fuerza: 25 000 soldados (marzo de 1799).
Comandante: General Jourdan.
- Ejército de Nápoles (armée de Naples)

- Ejército de Italia.

Fuerza: 53 581 (63 657 cuando se incluyen guarniciones) el 23 de septiembre de 1799.
Comandantes:
- 12 de marzo - 26 de abril de 1799: General Schérer, como parte de su mando general del Ejército de Nápoles
- 27 de abril - 4 de agosto de 1799: General Moreau, como parte de su mando general del Ejército de Nápoles
- 5-15 de agosto de 1799: El general Joubert, comandante tanto del Ejército de Italia como del Ejército de los Alpes, muerto en la batalla de Novi
- 15 de agosto - 20 de septiembre de 1799: General Moreau
- 21 de septiembre - 30 de diciembre de 1799: General Championnet

- Ejército de los Alpes (creado el 27 de julio de 1799, fusionado con el Ejército de Italia el 29 de agosto de 1799).

Fuerza: 25 000 efectivos.
Comandante: General Championnet.
- Legiones polacas

Comandante: Jan Henryk Dąbrowski

## Campaña italiana

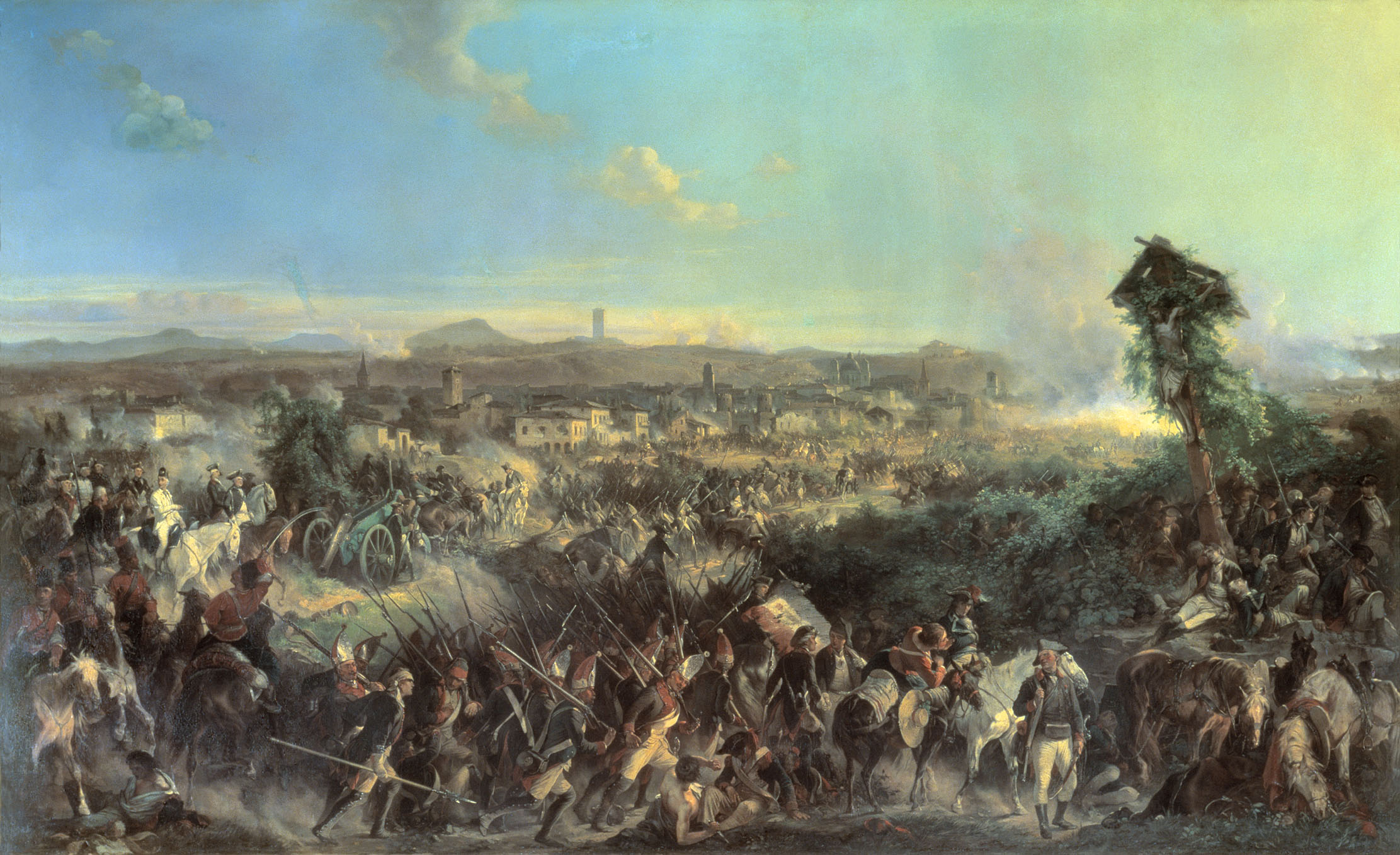
The Battle of Novi, una pintura de Alexander Kotzebue

Tomando el mando el 19 de abril, Suvorov movió su ejército hacia el oeste en una rápida marcha hacia el río Adda; cubriendo más de 480 kilómetros (300 millas) en solo dieciocho días. El 27 de abril, derrotó a Jean Victor Moreau en la batalla de Cassano. Poco después, Suvorov escribió a un diplomático ruso: «El Adda es un Rubicón, y lo cruzamos sobre los cuerpos de nuestros enemigos». El 29 de abril entró en Milán. Dos semanas más tarde, se trasladó a Turín, después de haber derrotado a Moreau una vez más en Marengo. El rey de Cerdeña lo saludó como un héroe y le confirió el rango de «Príncipe de la Casa de Saboya», entre otros honores.[cita requerida]
Desde Nápoles, el general MacDonald se trasladó al norte para ayudar a Moreau en junio. Atrapado entre dos ejércitos, Suvorov decidió concentrar toda su fuerza contra MacDonald, venciendo a los franceses en el río Trebbia (19 de junio). Marchando de regreso al norte, Suvorov persiguió al ejército francés de Italia mientras se retiraba hacia la Riviera, tomando la ciudad fortificada de Mantua el 28 de julio.[cita requerida]
Moreau fue relevado del mando, para ser reemplazado por Joubert. Empujando a través del paso de Bocchetta, Joubert fue derrotado y muerto en batalla con Suvorov en Novi (15 de agosto) al norte de Génova. Años más tarde, cuando se le preguntó a Moreau, que también estaba presente en Novi, sobre Suvorov, respondió: «¿Qué se puede decir de un general tan resuelto en un grado sobrehumano, y que perecería y dejaría que su ejército pereciera hasta el último hombre en lugar de retirarse a un solo paso?».

## Campaña suiza

Batallas en el sur de Alemania y el norte de Suiza

En 1798, Pablo I dio al general Korsakov el mando de una fuerza expedicionaria de 30 000 hombres enviados a Alemania para unirse a Austria en la lucha contra la República Francesa. A principios de 1799, la fuerza fue desviada para expulsar a los franceses de Suiza. Saliendo de Rusia en mayo, Korsakov llegó a Stockach en 90 días. Con 29 463 hombres, su comando marchó a Zúrich para unirse al cuerpo de 25 000 hombres del general austriaco Friedrich von Hotze, que había derrotado al ejército francés en la batalla de Winterthur el 27 de mayo de 1799. Se esperaba que el ejército de Suvorov se uniera a ellos desde Italia después de marchar a través de los Alpes, pero el terreno y la acción enemiga detuvieron el avance de Suvorov. Mientras tanto, Korsakov esperaba cerca de Zúrich en un estado relajado de exceso de confianza. Aprovechando al máximo esto, los franceses bajo André Masséna atacaron el 25 de septiembre de 1799, ganando una victoria decisiva en la Segunda Batalla de Zúrich y obligando a Korsakov a retirarse rápidamente a Schaffhausen, a pesar de que casi no los franceses lo persiguieron y las órdenes de Suvorov para que se mantuviera firme.[cita requerida] Korsakov luego tomó una posición en el este del Rin en el campo de Dörflingen entre Schaffhausen y Constanza, permaneciendo allí mientras Masséna quedaba libre para tratar con Suvorov. Su izquierda bajo Condé fue expulsada de Constanza el 7 de octubre, el mismo día que avanzó desde Büsingen contra Schlatt, pero finalmente fue rechazado por Masséna, abandonando su control en la orilla izquierda del Rin. Se unió a los sobrevivientes de Suvorov en Lindau el 18 de octubre, y poco después fue relevado del mando.[cita requerida]

## Resultado

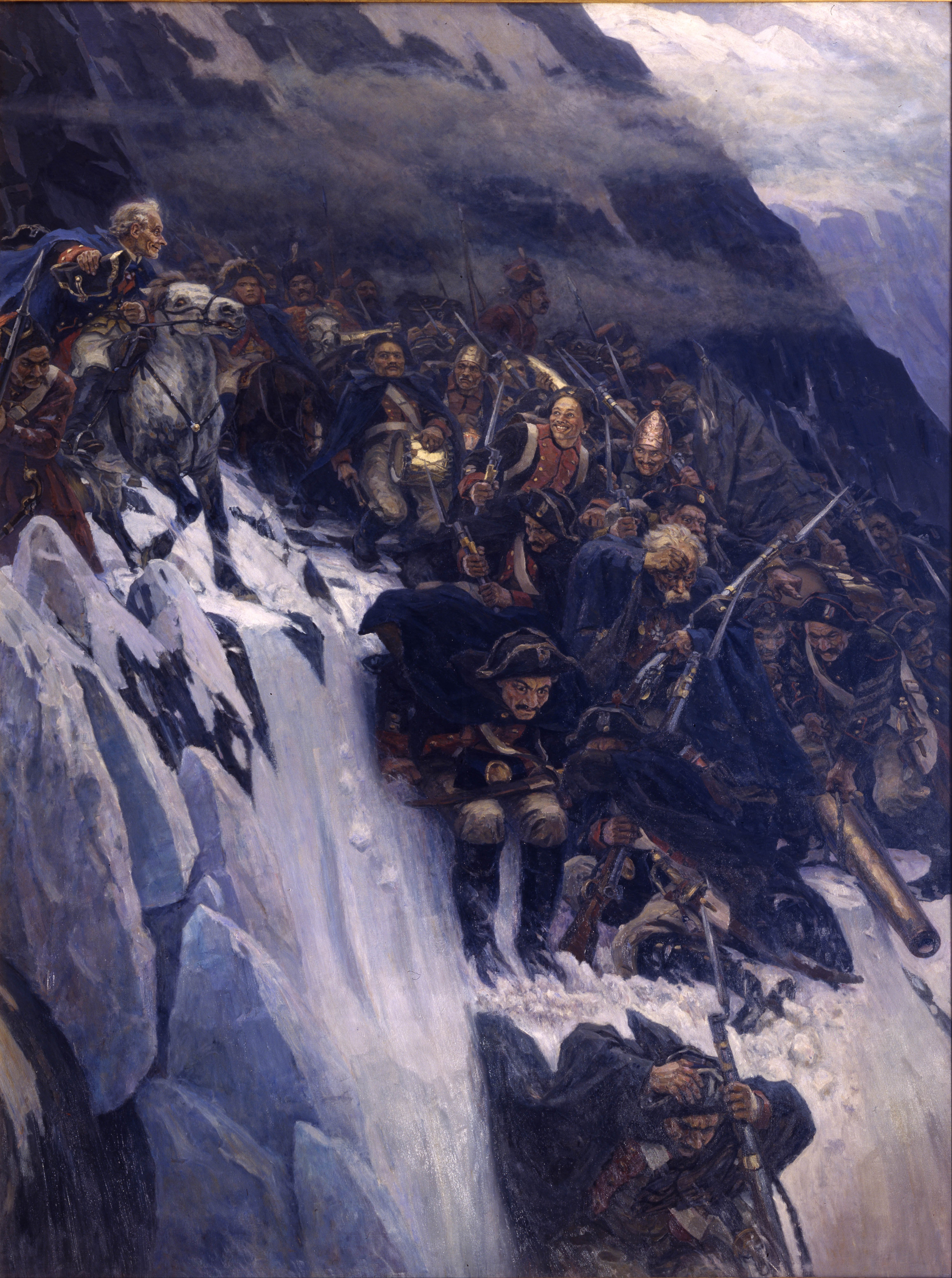
Marcha de Suvorov a través de los Alpes. Pintura heroica de Vasili Súrikov (1899).

Suvorov logró rescatar a su ejército «mediante una brillante pero costosa marcha de combate a través de los Alpes hacia el este de Suiza». No perdió ni una sola batalla.[cita requerida] Sin embargo, la derrota del ejército de Kórsakov en la Segunda Batalla de Zúrich resultó ser decisiva: destruyó cualquier esperanza de invadir Francia y restaurar la monarquía borbónica, y junto con la fallida invasión anglo-rusa de Holanda, y las crecientes tensiones con Austria (que se intensificaron durante la ocupación austro-rusa del Piamonte), el zar Pablo I se enfureció tanto que sacó a Rusia de la Segunda Coalición, y las tropas rusas se retiraron. La decisión del zar de abandonar la Coalición consternó a la mayoría de los líderes rusos.
Según la visión convencional entre los historiadores de la década de 1980, la retirada de Rusia a fines de 1799 fue crucial para el eventual colapso de la Segunda Coalición y la victoria final francesa en marzo de 1802. Sin embargo, Schroeder (1987) argumentó que «las posibilidades de una victoria austro-británica eran poco peores sin Rusia que con ella», considerando que Austria proporcionó tres cuartas partes de las fuerzas terrestres desplegadas para derrotar a Francia. El principal efecto de la deserción de Rusia en la Coalición fue que Gran Bretaña ya no podía controlar las acciones de Austria a su antojo, y tuvo que lidiar con Viena como socio igualitario. Pablo I intentó forjar una alianza ruso-prusiana a finales de 1799 y 1800 para castigar a Austria, y en enero de 1801 sus relaciones con Gran Bretaña también habían empeorado tanto que estaba a punto de invadir la India británica con 22 000 cosacos del Don. Este plan no se materializó porque el zar Pablo I de Rusia fue asesinado en marzo de 1801.
Aunque el ejército francés logró superar la expedición austro-rusa, obtuvo poca ganancia inmediata de ella. A finales de 1799, el Ejército de Italia ocupaba casi la misma posición que Napoleón Bonaparte lo había encontrado en 1796, excepto que ahora también controlaba Génova. El ejército estaba en un estado desolado y empobrecido, con hambruna, falta de municiones y caballos, con episodios de deserción y motín mientras los soldados hambrientos buscaban tomar comida de los civiles para sobrevivir. La noticia de que Napoleón había regresado a Francia brevemente provocó que la moral entre las tropas se elevara, ya que todavía era popular por sus victorias durante las campañas italianas de 1796-1797. Pero cuando los soldados se enteraron de que Napoleón había cometido el golpe de Estado del 18 de Brumario y se había hecho Primer Cónsul de la República Francesa, los oficiales franceses generalmente informaron descontento y protestas de las tropas, especialmente del Ejército de Italia que solía estar bajo el mando de Napoleón, ya que muchos consideraron el golpe como una traición a los ideales republicanos por los que habían estado luchando. Sin embargo, cuando Napoleón reasumió el mando, logró retomar el control del norte de Italia durante la campaña de Marengo (abril-junio de 1800).
Suvorov fue llamado a San Petersburgo, donde fue ascendido al rango de Generalísimo, el cuarto en toda la historia rusa.[cita requerida] Fue como consecuencia de esta campaña que Suvorov escribió las Reglas para la Realización de Acciones Militares en las Montañas. Murió en mayo de 1800, sin haber cumplido nunca su mayor ambición: encontrarse con Napoleón en el campo de batalla.[cita requerida] Un relato detallado de la campaña fue publicado en cinco volúmenes por Dmitri Milyutin en 1852-1853.[cita requerida] Suvorov sigue siendo vívidamente recordado en las partes de los Alpes suizos por las que pasó su ejército. A pesar de que sus hambrientas tropas saquearon el campo desnudo y su campaña fue finalmente infructuosa, el general es venerado como un libertador de los franceses ocupantes. Las placas adornan casi todos los lugares donde comía o dormía en los Alpes; las sillas y camas que utilizó se conservan como exhibiciones. Una estatua ecuestre de tamaño natural fue develada en 1999 en el Paso de San Gotardo.[cita requerida]

## Lista de batallas

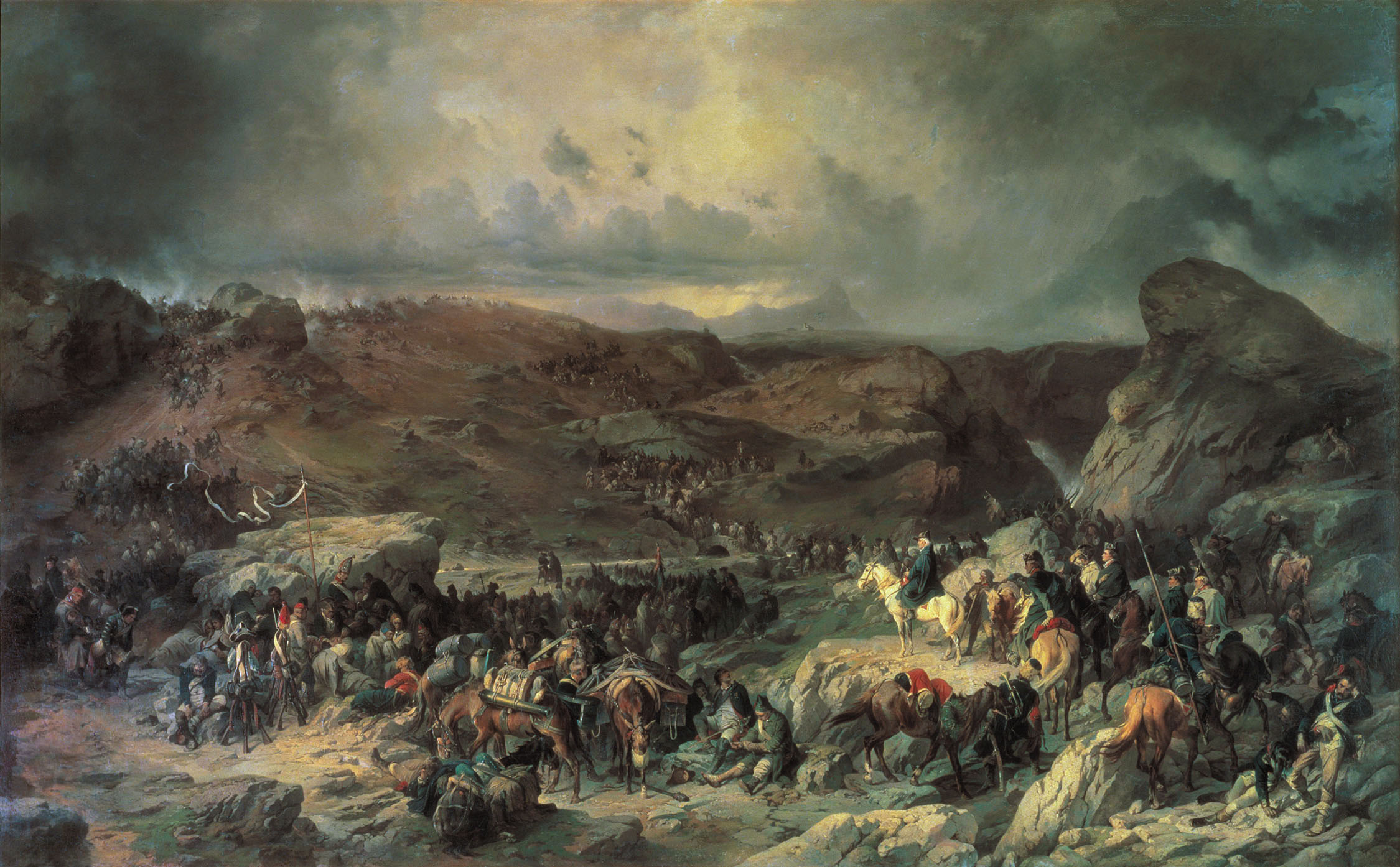
Suvorov cruzando el paso de San Gotardo, una pintura de Alexander Kotzebue

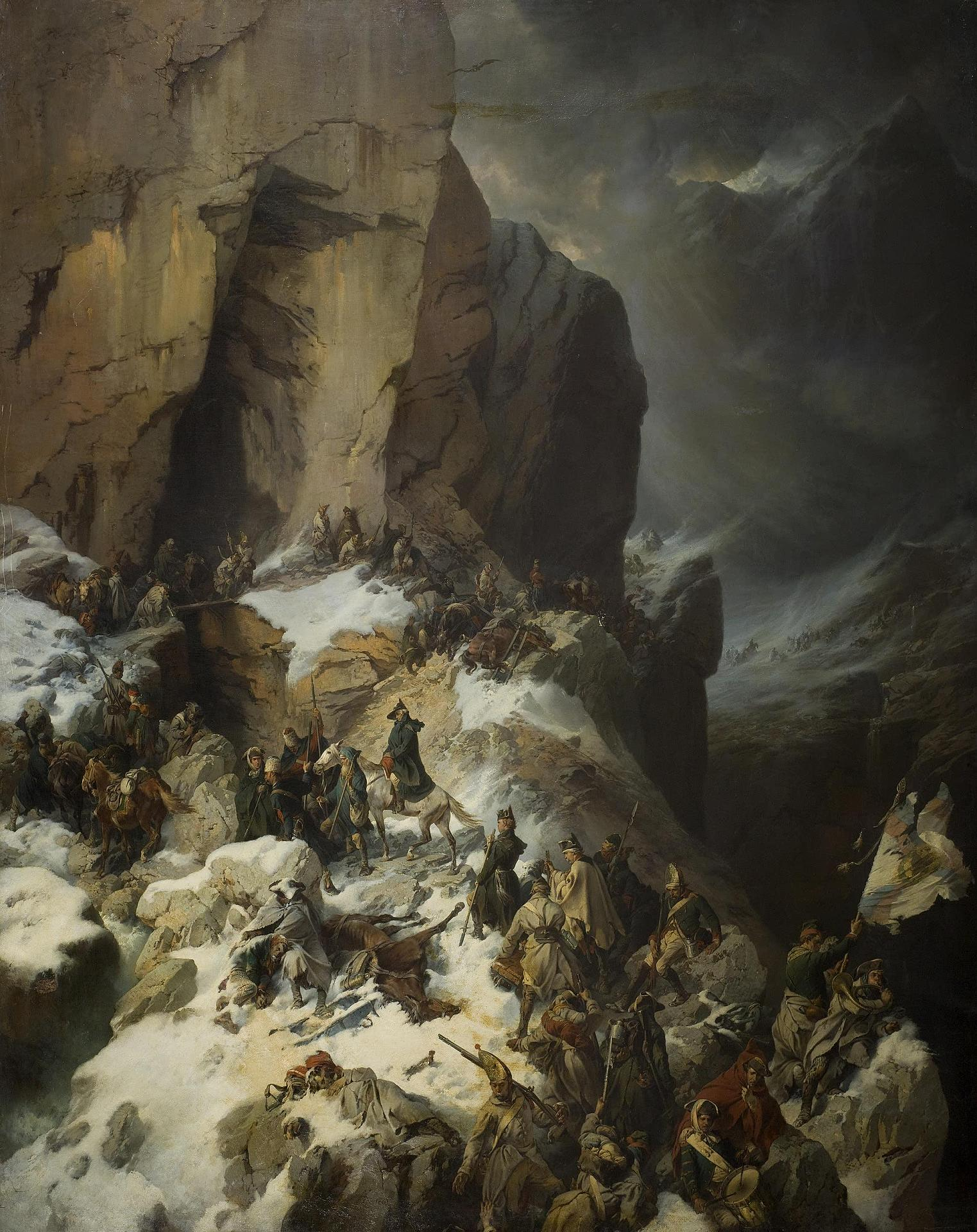
Suvorov cruzando el paso de Panix, una pintura de Alexander Kotzebue

| Fecha                       | Batalla                                               | Región               | Fuerzas francesas                              | Fuerzas de la coalición                        | Notas                    |
| --------------------------- | ----------------------------------------------------- | -------------------- | ---------------------------------------------- | ---------------------------------------------- | ------------------------ |
| 6 de marzo de 1799          | Batalla de Chur                                       | Grisones, Suiza      | Primera República Francesa                     | Imperio Habsburgo                              | Victoria francesa        |
| 7 de marzo de 1799          | (Primero) Batalla de Feldkirch                        | Vorarlberg, Austria  | Primera República Francesa                     | Imperio Habsburgo                              | Victoria francesa        |
| 20-21 de marzo de 1799      | Batalla de Ostrach                                    | Suabia, Alemania     | Primera República Francesa                     | Imperio Habsburgo                              | Victoria de la coalición |
| 23 de marzo de 1799         | (Segunda) Batalla de Feldkirch                        | Vorarlberg, Austria  | Primera República Francesa                     | Imperio Habsburgo                              | Victoria de la coalición |
| 25 de marzo de 1799         | Batalla de Stockach                                   | Suabia, Alemania     | Primera República Francesa                     | Imperio Habsburgo                              | Victoria de la coalición |
| 29 de marzo de 1799         | Batalla de Verona                                     | Véneto, Italia       | Primera República Francesa                     | Imperio Habsburgo                              | Empate                   |
| 5 de abril de 1799          | Batalla de Magnano                                    | Piamonte, Italia     | Primera República Francesa                     | Imperio Habsburgo                              | Victoria de la coalición |
| Abril-julio de 1799         | Sitio de Mantua                                       | Lombardía, Italia    | Primera República Francesa                     | Imperio Habsburgo                              | Victoria de la coalición |
| 27 de abril de 1799         | Batalla de Cassano                                    | Lombardía, Italia    | Primera República Francesa                     | Imperio ruso Imperio Habsburgo                 | Victoria de la coalición |
| 12 de mayo de 1799          | Batalla de Bassignana                                 | Piamonte, Italia     | Primera República Francesa                     | Imperio ruso                                   | Victoria francesa        |
| 16 de mayo de 1799          | Primera Batalla de Marengo(Batalla de San Giuliano)   | Piamonte, Italia     | Primera República Francesa                     | Imperio Habsburgo Imperio ruso                 | Victoria de la coalición |
| 25 de mayo de 1799          | Batalla de Frauenfeld                                 | Thurgau, Suiza       | Primera República Francesa República Helvética | Imperio Habsburgo                              | Empate                   |
| 27 de mayo de 1799          | Batalla de Winterthur                                 | Zúrich, Suiza        | Primera República Francesa                     | Imperio Habsburgo                              | Victoria de la coalición |
| 4-7 de junio de 1799        | Primera Batalla de Zúrich                             | Zúrich, Suiza        | Primera República Francesa                     | Imperio Habsburgo                              | Victoria de la coalición |
| 12 de junio de 1799         | Batalla de Módena                                     | Romaña, Italia       | Primera República Francesa                     | Imperio Habsburgo                              | Victoria francesa        |
| 19 de junio de 1799         | Batalla de Trebbia                                    | Piamonte, Italia     | Primera República Francesa Legiones Polacas    | Imperio ruso Imperio Habsburgo                 | Victoria de la coalición |
| 20 de junio de 1799         | Segunda Batalla de Marengo(Batalla de Cascina Grossa) | Piamonte, Italia     | Primera República Francesa                     | Imperio Habsburgo                              | Victoria francesa        |
| 14-15 de agosto de 1799     | Batalla de Schwyz                                     | Schwyz, Suiza        | Primera República Francesa                     | Imperio Habsburgo                              | Victoria francesa        |
| 14-16 de agosto de 1799     | Batalla de Amsteg                                     | Uri, Suiza           | Primera República Francesa                     | Imperio Habsburgo                              | Victoria francesa        |
| 15 de agosto de 1799        | (Primero) Batalla de Novi                             | Piamonte, Italia     | Primera República Francesa                     | Imperio ruso Imperio Habsburgo                 | Victoria de la coalición |
| 18 de septiembre de 1799    | Batalla de Mannheim                                   | Palatinado, Alemania | Primera República Francesa                     | Imperio Habsburgo                              | Victoria de la coalición |
| 24-26 de septiembre de 1799 | Batalla del Paso de San Gotardo                       | Ticino, Suiza        | Primera República Francesa                     | Imperio ruso Imperio Habsburgo                 | Victoria de la coalición |
| 25-26 de septiembre de 1799 | Segunda Batalla de Zúrich                             | Zúrich, Suiza        | Primera República Francesa                     | Imperio ruso Imperio Habsburgo                 | Victoria clave francesa  |
| 25-26 de septiembre de 1799 | Batalla del río Linth                                 | Glarus, Suiza        | Primera República Francesa                     | Imperio ruso Imperio Habsburgo Rebeldes suizos | Victoria francesa        |
| 1 de octubre de 1799        | Batalla de Muotathal                                  | Waldstätten, Suiza   | Primera República Francesa                     | Imperio ruso Imperio Habsburgo                 | Victoria de la coalición |
| 24 de octubre de 1799       | Segunda Batalla de Novi(Batalla de Bosco)             | Piamonte, Italia     | Primera República Francesa Legiones Polacas    | Imperio Habsburgo                              | Victoria francesa        |
| 4 de noviembre de 1799      | Batalla de Genola(Batalla de Fossano)                 | Piamonte, Italia     | Primera República Francesa                     | Imperio Habsburgo                              | Victoria de la coalición |
| 3 de diciembre de 1799      | Batalla de Wiesloch                                   | Baden, Alemania      | Primera República Francesa                     | Imperio Habsburgo                              | Victoria de la coalición |